# 蒙特利爾世界電影節
蒙特利爾世界電影節（英語：Montreal World Film Festival，縮寫）為創辦於1977年，每年8月下旬，於加拿大魁北克蒙特利爾所舉辦競賽性國際電影節。
該電影節於2019年因债务经验困难而解体。2022年，前電影節主席宣布了将该电影节重振为全球蒙特利尔电影节（Global Montreal Film Festival）以接替其前身的計畫，2022 年開始将免费放映之前的精选电影，並計劃讓新電影節在2023年全面恢复。
蒙特利爾世界電影節的宗旨為「鼓勵文化的多樣性和各國人民之相互了解、刺激各大洲電影製作的提升來培育優質電影、拔擢電影工作者與新創作品、發掘和鼓勵新進人才、並促進世界各地電影專業人士的交流」。

## 单元设置
- 世界竞赛单元 - 即电影节的主竞赛单元
- 处女作世界竞赛单元
- Hors Concours (World Greats, 非竞赛单元)
- 聚焦世界单元（美国、欧洲、亚洲、非洲、大洋洲）
- 世界纪录片单元
- Tributes
- Cinema Under the Stars
- 加拿大学生电影节
- 中國電影单元（2017年起）[5]

## 奖项设置
竞赛单元
- 评委会大奖（Grand Prix des Amériques）
- 评委会特别奖（Special Grand Prix of the jury）
- 最佳导演
- 最佳女演员
- 最佳男演员
- 最佳剧本
- 最佳艺术贡献
- Innovation Award
- 最佳短片（首奖与评委会奖）

此外，电影节还设有由观众票选颁发的奖项：
- 公众选择奖
- 最受欢迎加拿大影片
- Glauber Rocha奖最佳拉美影片
- 最佳纪录片
- 最佳加拿大短片

## 华语片在蒙特利尔
- 1983年第七届，段吉顺与日本导演佐滕纯弥联合导演的《一盘没有下完的棋》获得最佳影片美洲大奖。
- 1985年第九届，凌子风导演的《边城》评委会荣誉奖。
- 1986年第十届，陈凯歌导演的《大阅兵》评委会特别奖。
- 1990年第14届，滕文骥以《黄河谣》获最佳导演，动画片《山水情》获最佳短片奖。
- 1995年第19届，谢飞导演的《黑骏马》获得最佳导演、最佳音乐艺术成就奖（腾格尔），张艺谋获百年电影贡献奖。
- 1997年第21届，谢晋导演的《鸦片战争》获“美洲特别大奖”。
- 1998年第22届，王学圻导演的《太阳鸟》获评委会特别奖。
- 1999年第23届，霍建起导演的《那山那人那狗》获得公众选择奖。
- 2000年第24届，孙周导演的《漂亮妈妈》获最佳女演员奖（巩俐），巩俐还获得艺术成就奖。
- 2001年第25届　楼健导演的《父亲爸爸》入围电影节竞赛单元。
- 2001年第25届，成龙获全美洲世界电影成就奖。[6]
- 2004年第28届，安战军导演的《看车人的七月》评委会特别奖、最佳男演员（范伟）。[7]
- 2005年第29届，滕文骥导演的《日出日落》获“最佳艺术贡献奖”，张曼玉获杰出电影艺术贡献特别奖。[8]
- 2006年第30届，杨亚洲导演的《雪花那个飘》获评委会特别奖、最佳女演员（倪萍）。[9]
- 2007年第31届，简艺导演的《冬笋》最佳处女作铜天极奖。[10]
- 2009年第33届，王全安的《纺织姑娘》获评审团特别大奖、国际影评人奖；[11]顾筠导演的北京奥运官方电影《永恒之火》作为闭幕影片展映，并获得了特别奖。[12]
- 2009年第33届，女演员陶红制片、白海滨导演的《米香》入围电影处女作竞赛单元。[13]
- 2010年第34届，高厂导演的《永生羊》入围电影处女作竞赛单元。[14]
- 2011年第35届，赵天宇导演的《万有引力》入围主竞赛单元。[15]
- 2013年第37届，杨亚洲和杨博导演的《哺乳期的女人》获得艺术创新大奖[16]，石伟执导的《我的渡口》获得“人道精神奖”[17]
- 2014年第38届，张唯导演的《打工老板》最佳男演员（姚安濂）。[18]